# Landtracht

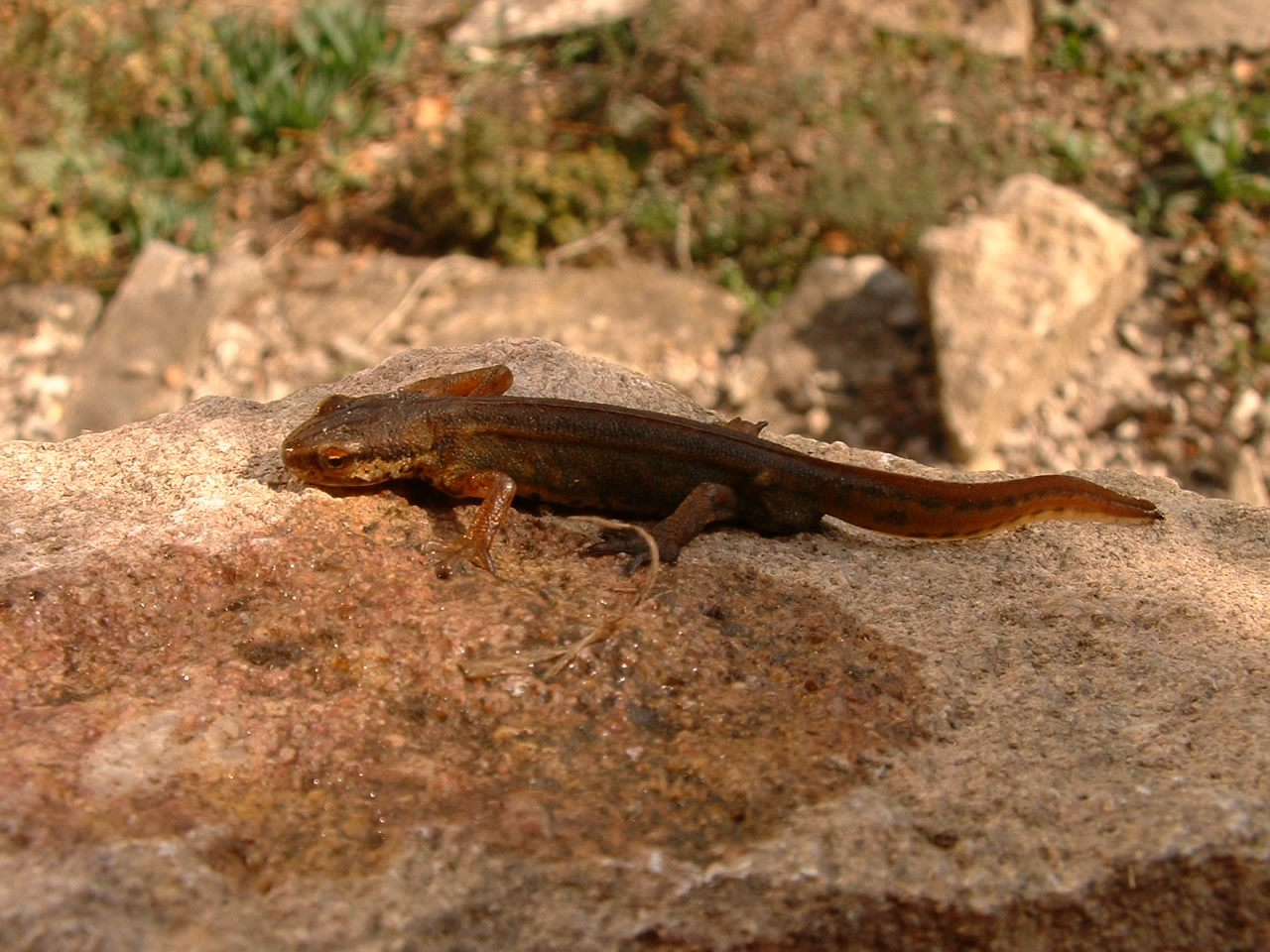
Fadenmolch-Männchen in Landtracht

Landtracht bezeichnet bei Wassermolchen (vorwiegend bei den Gattungen Triturus und Ichthyosaura) die während des jahreszeitlichen Landaufenthaltes vorliegende Gesamtheit der äußeren Erscheinungsform (Tracht). Der Habitatwechsel führt jährlich zu bemerkenswerten Veränderungen der äußeren Gestalt.
Folgende Veränderungen können im Vergleich zur Wassertracht auftreten:
- der Körper erscheint magerer, matt und unscheinbar gefärbt,
- die Hautsäume verschwinden,
- der Schwanz ist rundlich (mehr oder weniger),
- die Haut ist häufig trocken, rau und feinkörnig (sonst glatt),
- im Verhalten ruhiger und sogar wasserscheu.